# Flood Lyrics
Flood Lyrics（フラッドリリックス）は、山陰地方（鳥取県・島根県）を拠点として活動している女性アイドルグループ。2019年4月結成。AZTiC所属。プロデューサーは三瓶大地。

## 概要
鳥取・島根でライブハウス（米子laughs・松江canova）を運営しているAZTiCがプロデュースする3組目のアイドルグループ。
2019年3月31日、島根のローカルアイドル「ほんそのたまご」卒業イベントにて、メンバーのアイ、リナがAira（あいら）、Ult（うると）と改名しFlood Lyricsのメンバーとして活動することが発表された。
楽曲は地元アーティストを中心に作成されており、クラブサウンドからEDM、パンクロック、泣きメロ等楽曲の振り幅が大きいのが特徴。
活動はライブを中心に行なわれるが、JAしまねや島根県企業局等、島根県の企業とのコラボによる宣伝活動も活発的に行なっている。
2021年11月23日、松江テルサにて同じくAZTiCがプロデュースするjubilee jubileeと合同で初のホールコンサート「スーパージュビリリックス」を開催。

## 略歴

### 2019年
- 3月31日 「ほんそのたまご」卒業イベントにてFlood Lyricsの結成が発表。
- 5月18日 「AZTiC IDOL ALLSTARS〜with GUESTさんいらっしゃい〜!!〜」(松江 canova)にてお披露目。Airaが怪我のためUlt1人での出演となった（以降も怪我のため活動を休止）。
- 6月7日 新メンバーのZom（ぞん）加入、アーティスト写真、個人SNSアカウントの開設等が発表。
- 6月9日 「IDOL PARADISE プチSP 01」（高松MONSTER）にて、Zomがお披露目。
- 6月26日 AZTiC所属のアイドルグループ「恋するイニシャルK」に所属していた成瀬ひなが、Flood Lyricsのサポートメンバーとして活動を開始。
- 7月7日 山陰女流道場（松江 canova）にて、Hina（ひな）がお披露目。
- 8月4日 1stシングル「sample smile」が発売。
- 8月31日 活動休止中のAiraがグループを脱退し、個人として活動を継続することが発表。
- 12月21日、jubilee jubileeとの主催ライブ「ジュビリリックス」開始。この日はグループ初のバンド編成ライブとなった。

### 2020年
- 2月1日、3月14日に開催されるライブにてHinaを含めた3人体制が終了することが発表された。しかし新型コロナウィルス感染拡大によりライブは延期。
- 4月8日、2ndシングル「君は発泡スチロールガール」が発売。
- 4月9日、島根県内での新型コロナウィルス感染が発表されたため、翌日と翌々日に予定されていた無観客配信ライブとオンラインサイン会が中止[2]。
- 4月30日、延期となっていたHinaのラストライブが本人の希望により中止。
- 8月29日、無観客配信ライブ「Flood Lyrics 6 Surprise +」にて、研修生りぼんがお披露目。
- 9月12日、「フラリリプチ決起集会！」（松江 canova）にて約半年ぶりに有観客ライブを再開した。
- 10月1日、Zomが「かまいたちの掟」（TSK山陰中央テレビ）のナレーションを担当することが発表。
- 10月18日、研修生りぼんが正規メンバーに昇格。それに伴い名前をTen（てん）に改名。
- 10月30日、NEXT IDOL GRANDPRIX 2020に参加発表。
- 12月20日、Flood Lyrics ワンマンライブ「太陽と月」が開催。
- 12月21日、Ultが島根県を拠点とするプロゲーミングチーム「NarraTive」のストリーマーとして活動開始。

### 2021年
- 1月28日、JAしまね公式アンバサダーに就任し、JAしまね農産物イメージソングを担当することが発表。
- 3月14日、山陰のバンド「WARACONA」の最新楽曲「スカイハイ」のミュージックビデオにメンバー3人と三瓶大地がゲスト出演。
- 3月26日、島根県の遣島使（＝観光大使）への就任が発表。
- 4月1日、FMいずもにて初の冠番組となる「フラリリの今夜もあなたとシェイクしたい！」が開始。
- 4月15日、松江殿町のJAビル前にJAしまね公式アンバサダーとしての看板が設置[3]。
- 6月5日、Tenが「ヤッホー！」（TSK山陰中央テレビ）の新リポーターに就任。
- 6月16日、3rdシングル「太陽と月」が発売。
- 11月23日、「スーパージュビリリックス」（松江テルサ）開催。

### 2022年
- 1月12日、LPガス協会TVCM「LPガスのチカラ篇」の歌をUltとTenが担当[4]。
- 4月23日、「ヤッホー！」（TSK山陰中央テレビ）の後番組「SOUP」にて、引き続きTenがリポーターとして出演。
- 4月30日・5月1日、jubilee jubileeのあいかがコロナウィルス感染による療養のため、サポートメンバーとしてTenが参加。
- 6月11日、Tenが留学のため10月10日のライブにてグループを卒業することが発表。
- 6月30日、4thシングル「二人日和/逆襲」が発売。
- 7月20日、jubilee jubileeのうめかがコロナウィルス感染による療養のため、予定していた7月30・31日の東京でのライブをFlood Lyricsが代わりに出演することとなった（グループ初の東京遠征）。
- 8月3日、8月度のSAN-IN MUSIC FILE（FM山陰）のエンディングテーマに「二人日和」が選ばれる。
- 8月9日、島根県企業局のイメージソングを担当することが発表[5]。
- 10月10日、Tenが「Flood Lyrics Ten卒業ライブ 走り出す季節」（米子 laughs）にてグループを卒業。
- 12月25日、5thシングル「誰かのヒーロー/走り出す季節」のサブスク先行配信開始。

### 2023年
- 4月12日、5thシングル「誰かのヒーロー/走り出す季節」が発売。
- 5月28日、「Flood Lyrics 4周年 Let's sing together!!」（松江 canova）にて、AZTiC研修生のこいとみなみがそれぞれKoi（こい）とSun（さん）に改名し、Flood Lyricsへ加入することが発表された。
- 6月17日、ステージパフォーマンスのサポートスタッフとして元STU48の三島遙香が就任。

### 2024年
- 1月、Koiが体調不良により活動休止。
- 3月24日、Koiが「Flood Lyrics Koi生誕祭＆卒業ライブ」（松江 canova）にてグループを卒業。
- 3月25日、衆議院島根県第1区選出議員補欠選挙の啓発PR隊に起用[6]。
- 4月18日、3rdシングルと4thシングルのサブスク配信開始。
- 4月20日、6月に開催されるクロちゃん主催の大型フェス「クロフェス2024 ～5周年だよ！全員集合！だしん！～」にて島根県代表として選出が発表[7]。
- 7月9日、Ultが体調不良により活動休止。
- 8月11日、Ultが活動を再開。
- 12月7日、「THE ENTERTAINMENT」のサブスク配信開始。

### 2025年
- 5月3日、「AZTiC Girls 合同定期LIVE vol.1」（米子laughs）にて、 AZTiC所属のアイドルグループmorphing×morphingのももとねねがSun with Flood Lyrics研修生として初出演。

## メンバー

### 現メンバー
| 名前          | 生年月日 | 出身地 | カラー         | 加入年月日    | 備考                                        |
| ------------- | -------- | ------ | -------------- | ------------- | ------------------------------------------- |
| Ult（うると） | 9月15日  | 島根県 | ラベンダー     | 2019年4月1日  | 元ほんそのたまご                            |
| Zom（ぞん）   | 2月16日  | 島根県 | ウルトラマリン | 2019年6月7日  |                                             |
| Sun（さん）   | 10月24日 | 不明   | マリーゴールド | 2023年5月28日 | 元AZTiC研修生。研修生時代の名前は「みなみ」 |

### Flood Lyrics研修生
| 名前 | 生年月日 | 備考                    |
| ---- | -------- | ----------------------- |
| もも | 9月15日  | morphing×morphingと兼任 |
| ねね | 10月26日 | morphing×morphingと兼任 |

### 元メンバー
| 名前           | 生年月日 | カラー       | 加入年月日    | 卒業年月日     | 備考                                            |
| -------------- | -------- | ------------ | ------------- | -------------- | ----------------------------------------------- |
| Aira（あいら） | 3月4日   |              | 2019年4月1日  | 2019年8月31日  | 元ほんそのたまご                                |
| Hina（ひな）   | 12月8日  | 青           | 2019年6月26日 | 2020年4月30日  | 元恋するイニシャルK FloodLyricsサポートメンバー |
| Ten（てん）    | 8月7日   | ピンク       | 2020年8月29日 | 2022年10月10日 | 研修生時代の名前は「りぼん」                    |
| Koi（こい）    | 4月29日  | シーグリーン | 2023年5月28日 | 2024年3月24日  | 元AZTiC研修生。研修生時代の名前は「こい」       |

## ディスコグラフィ

### シングル
| #    | 発売日        | タイトル                 | 収録曲                        | 作詞                       | 作曲                    | 備考                                                                                |
| ---- | ------------- | ------------------------ | ----------------------------- | -------------------------- | ----------------------- | ----------------------------------------------------------------------------------- |
| 1st  | 2019年8月4日  | sample smile             | sample smile                  | siji                       | siji                    |                                                                                     |
| 1st  | 2019年8月4日  | sample smile             | firestarterⅡ                  | siji                       | siji                    |                                                                                     |
| 2nd  | 2020年4月8日  | 君は発泡スチロールガール | 君は発泡スチロールガール      | 秋山紘希 （homme)          | 吾郷冬樹                |                                                                                     |
| 2nd  | 2020年4月8日  | 君は発泡スチロールガール | MIRAINOTOBARI                 | イノウエ チアキ            | 吾郷冬樹                |                                                                                     |
| 2nd  | 2020年4月8日  | 君は発泡スチロールガール | TNT〜飛べるもんなら飛んでみろ | ヒゲビシャス               | ヒゲビシャス            | 山陰のフォークデュオ 「ヒゲビシャス＆ゴリカオス」のカバー曲                         |
| 3rd  | 2021年6月16日 | 太陽と月                 | 太陽と月                      | ごとうせいや               | ごとうせいや            | 音源のドラムは 東京事変の刄田綴色                                                   |
| 3rd  | 2021年6月16日 | 太陽と月                 | Furusato pop                  | 門脇大樹/三瓶大地          | 東井規至                |                                                                                     |
| 3rd  | 2021年6月16日 | 太陽と月                 | 今日はとっても良い日です。    | ヒゲビシャス               | 吾郷冬樹                |                                                                                     |
| 4th  | 2022年6月30日 | 二人日和/逆襲            | 二人日和                      | 水上恵里 （Sapgreen)       | 東井規至                |                                                                                     |
| 4th  | 2022年6月30日 | 二人日和/逆襲            | 逆襲                          | 高橋周作                   | 吾郷冬樹/ Bad Education |                                                                                     |
| 5th  | 2023年4月12日 | 誰かのヒーロー           | 誰かのヒーロー                | 遠藤舞 (元アイドリング!!!) | 東井規至                |                                                                                     |
| 5th  | 2023年4月12日 | 誰かのヒーロー           | 走り出す季節                  | ヒゲビシャス               | 吾郷冬樹                |                                                                                     |
| 5th  | 2023年4月12日 | 誰かのヒーロー           | 君は発泡スチロールガール Ver2 | 秋山紘希 （homme)          | 吾郷冬樹                |                                                                                     |
| 配信 | 2024年12月7日 | THE ENTERTAINMENT        | THE ENTERTAINMENT             | rena（yaw roll pitch）     | 東井規至                | 音源のドラムは刄田綴色。 編曲はsiraghの蓮尾理之。 振付は元jubilee jubileeのあいか。 |

### 未音源化曲
- しゃーない（山陰のバンド「バンジマシテ」のカバー曲）
- ハートを止めるな（山陰のバンド「the average」のカバー曲）
- Drink & SHAKE（作詞作曲: siji）
- 愛に手遅れはないさ（作詞作曲: siji）

## 出演

### テレビ
- ヤッホー！（2019年8月31日、TSK山陰中央テレビ）エリ8祭りのライブ映像とインタビューが放送
- ヤッホー！（2020年4月4日、TSK山陰中央テレビ）
- 金曜SPICE!!（2020年5月29日、日本海テレビ）
- ひるまえ直送便（2020年6月5日、NHK）
- 夏だよ おうちで のど自慢大会（2020年8月10日、山陰ケーブルビジョン）jubilee jubileeとの合同グループで1曲披露
- ヤッホー！（2020年12月12日、TSK山陰中央テレビ）
- なまラテ（2020年12月15日、BSS山陰放送）- Zom・Ten　ラジオと同時生放送
- テレポート山陰（2021年1月20日、BSS山陰放送）- Ult
- ヤッホー！（2021年1月23日、TSK山陰中央テレビ）- Ult
- ヤッホー！（2021年6月5日 - 2022年3月12日、TSK山陰中央テレビ）- Ten リポーターとして不定期出演
- mix（2021年11月5日、テレビ山口）- Zom・Ten
- SOUP（2022年4月9日 - 、TSK山陰中央テレビ） - Ten リポーターとして不定期出演
- SOUP（2023年6月17日、TSK山陰中央テレビ）
- 生たまごBang!+（2023年12月9日）- Ult・Koi

### ラジオ
- GO-! EVENING!（2019年8月1日、FM山陰）- Ult・Zom
- GO-! EVENING!（2020年4月2日、FM山陰）- Ult
- GO-! EVENING!（2020年7月8日、FM山陰）- Ult
- GO-! EVENING!（2020年12月10日、FM山陰）- Ult・Ten
- GO-! EVENING!（2021年1月28日、FM山陰）- Zom
- フラリリの今夜もあなたとシェイクしたい！（2021年4月1日 - 、FMいずも）初冠番組
- GO-! EVENING!（2021年6月3日、FM山陰）- Zom・Ten
- GO-! EVENING!（2021年11月11日、FM山陰）- Zom
- 高田リオンのGO-！EVENING！（2022年08月04日、FM山陰）- Zom・Ten
- SAN-IN MUSIC FILE（2022年9月21日、FM山陰） - Ult・Zom
- 高田リオンの GO!EVENING!（2023年4月13日、FM山陰） - Zom
- 高田リオンの GO!EVENING!（2023年7月27日、FM山陰） - Zom・Sun

### 新聞
- 島根発アイドル兼プロゲーマー誕生　アイドルグループUltさん（2021年1月5日、山陰中央新報）
- デラウェアで新デザート 多様な食べ方提案（2021年6月7日、山陰中央新報）
- 山陰アイドル 初ホール公演 来月23日 松江テルサ（2021年10月4日、山陰中央新報）
- 山陰3人組アイドル フラッドリリックス シングルCD発売 （2022年８月10日、山陰中央新報）[9]

### WEB
- ネゴシックスとゆーきのちょっと季節外れの海の家（2021年9月18日、Youtube）

### ミュージックビデオ
- the average「勿忘草」（2019年）- Zom
- WARACONA「スカイハイ」（2021年）- Flood Lyrics・三瓶大地